# Randa (Valais)
Randa es una comuna suiza del cantón del Valais, localizada en el distrito de Visp. Limita al norte con las comunas de Oberems y Sankt Niklaus, al este con Saas-Fee, al sur con Täsch y Zermatt, y al occidente con Anniviers.